# جينا كلارك
جينا كلارك (مواليد 29 سبتمبر 2001) لاعبة كرة قدم اسكتلندية محترفة، تلعب في مركز الدفاع مع نادي ليفربول لكرة القدم للسيدات في الدوري الإنجليزي الممتاز ومنتخب اسكتلندا لكرة القدم للسيدات. سبق لها اللعب مع نادي رينجرز ونادي غلاسكو سيتي للسيدات.

## مسيرة الكروية
بدأت كلارك مسيرتها مع نادي رينجرز، الذي يلعب في الدوري الاسكتلندي الممتاز للسيدات، حيث رُقّيت من فريق الشباب إلى الفريق الأول في فبراير 2017. ثم انتقلت إلى نادي غلاسكو سيتي في يوليو 2018، وبعد شهرين، انضمت إلى تشكيلة دوري أبطال أوروبا للسيدات في مباراة في قبرص عندما كانت في السادسة عشرة من عمرها ولا تزال في المدرسة. خلال فترة وجودها مع سيتي، فازت كلارك بأربع بطولات دوري اسكتلندي وكأس إسكتلندا للسيدات مرة واحدة.
وقعت عقدًا لمدة عامين مع نادي ليفربول لكرة القدم للسيدات في 10 يوليو 2023. ظهرت لأول مرة مع فريق "ريدز" في 1 أكتوبر 2023 في فوز 1-0 على فريق أرسنال في ملعب الإمارات.

## إحصائيات المسيرة

### النادي
| النادي      | الموسم  | الدوري                            | الدوري | الدوري  | الكأس الوطنية | الكأس الوطنية | كأس الدوري | كأس الدوري | البطولة القارية | البطولة القارية | المجموع | المجموع |
| النادي      | الموسم  | القسم                             | لعب    | الأهداف | لعب           | الأهداف       | لعب        | الأهداف    | لعب             | الأهداف         | لعب     | الأهداف |
| ----------- | ------- | --------------------------------- | ------ | ------- | ------------- | ------------- | ---------- | ---------- | --------------- | --------------- | ------- | ------- |
| رينجرز      | 2017–18 | الدوري الاسكتلندي الممتاز للسيدات | ?      | ?       | ?             | ?             | ?          | ?          | —               | —               | ?       | ?       |
| غلاسكو سيتي | 2018–19 | الدوري الاسكتلندي الممتاز للسيدات | 19     | 6       | ?             | ?             | ?          | ?          | 6               | 1               | 25      | 7       |
| غلاسكو سيتي | 2019–20 | الدوري الاسكتلندي الممتاز للسيدات | 1      | 0       | ?             | ?             | ?          | ?          | 5               | 0               | 6       | 0       |
| غلاسكو سيتي | 2020–21 | الدوري الاسكتلندي الممتاز للسيدات | 15     | 1       | ?             | ?             | ?          | ?          | 3               | 0               | 18      | 1       |
| غلاسكو سيتي | 2021–22 | الدوري الاسكتلندي الممتاز للسيدات | 25     | 4       | 2             | 1             | 5          | 3          | 2               | 0               | 34      | 7       |
| غلاسكو سيتي | 2022–23 | الدوري الاسكتلندي الممتاز للسيدات | 31     | 10      | ?             | ?             | ?          | ?          | 2               | 0               | 33      | 10      |
| غلاسكو سيتي | المجموع | المجموع                           | 91     | 21      | 2             | 1             | 5          | 3          | 18              | 1               | 116     | 25      |
| ليفربول     | 2023–24 | دوري السوبر للسيدات               | 21     | 1       | 3             | 0             | 4          | 0          | —               | —               | 28      | 1       |
| ليفربول     | 2024–25 | دوري السوبر للسيدات               | 13     | 0       | 2             | 0             | 1          | 1          | —               | —               | 16      | 1       |
| ليفربول     | المجموع | المجموع                           | 34     | 1       | 5             | 0             | 5          | 1          | —               | —               | 44      | 2       |
| إجمالي      | إجمالي  | إجمالي                            | 125    | 22      | 7             | 1             | 10         | 4          | 18              | 1               | 160     | 27      |

1. ↑  تشمل كأس اسكتلندا للسيدات، كأس الاتحاد الإنجليزي للسيدات
2. ↑  تشمل كأس الدوري الإنجليزي الممتاز للسيدات، كأس الاتحاد الإنجليزي للسيدات

### المباريات الدولية
آخر تحديث 30 نوفمبر 2024.
| المنتخب الوطني | السنة   | المشاركات | الأهداف |
| -------------- | ------- | --------- | ------- |
| اسكتلندا       | 2021    | 2         | 1       |
| اسكتلندا       | 2022    | 2         | 0       |
| اسكتلندا       | 2023    | 6         | 0       |
| اسكتلندا       | 2024    | 9         | 0       |
| المجموع        | المجموع | 19        | 1       |

قائمة الأهداف والنتائج تبدأ بأهداف اسكتلندا، ويشير عمود النتيجة إلى النتيجة بعد كل هدف لكلارك.
| رقم | التاريخ        | المكان                        | الخصم          | التسجيل | النتيجة | المسابقة                       | Ref. |
| --- | -------------- | ----------------------------- | -------------- | ------- | ------- | ------------------------------ | ---- |
| 1   | 21 سبتمبر 2021 | هامبدن بارك، غلاسكو، اسكتلندا | منتخب جزر فارو | 6–1     | 7–1     | تصفيات كأس العالم للسيدات 2023 |      |